# White Tower Hamburgers

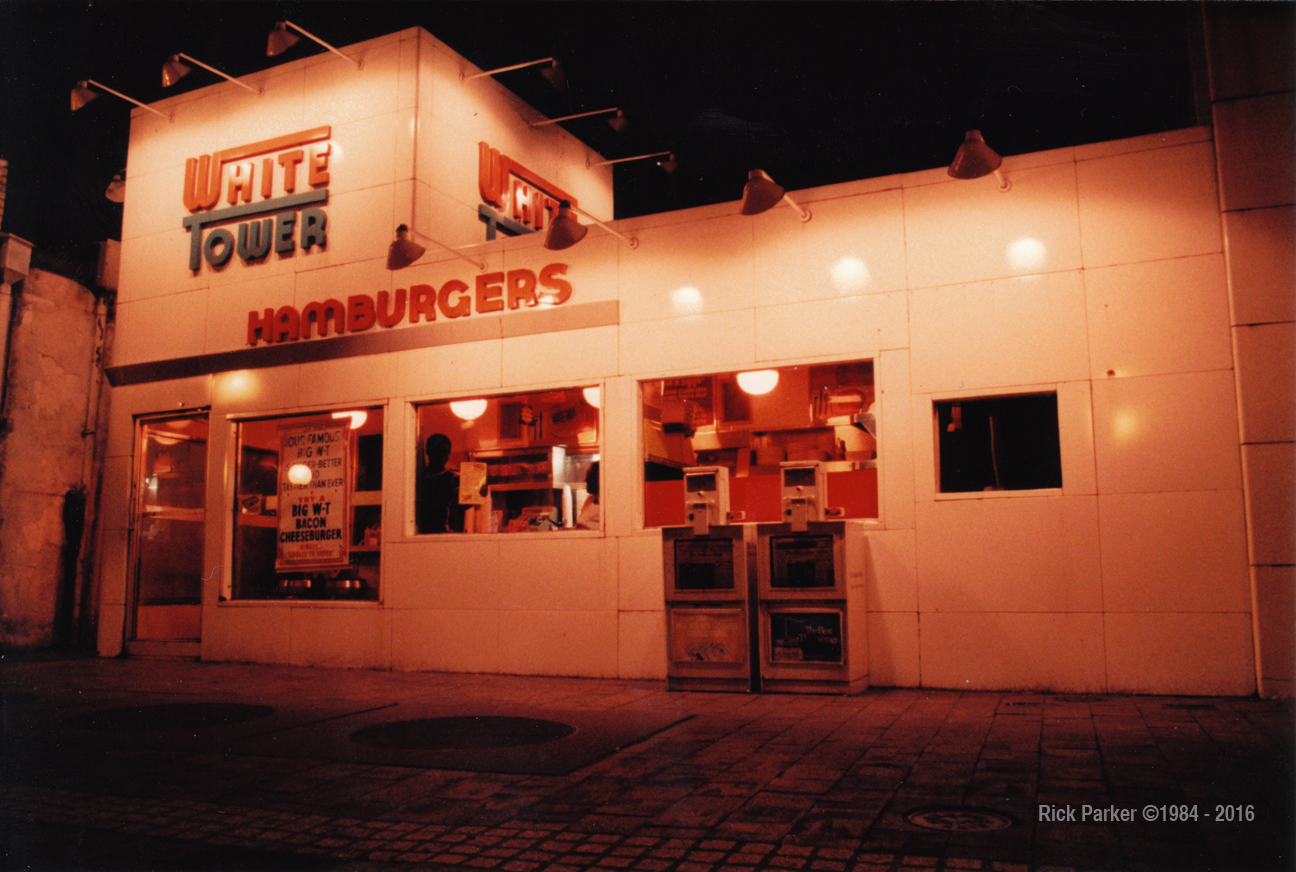
Granby Mall, Norfolk, Virginia, 1984

White Tower Hamburgers war eine US-amerikanische Hamburger-Restaurant-Kette. Sie wurde 1926 in Milwaukee, Wisconsin gegründet und galt als Nachahmer der White Castle-Restaurantkette. Sie besaß bis zu 230 Restaurantfilialen, u. a. in den US-Bundesstaaten Illinois, Indiana, Ohio, Michigan, Pennsylvania, New York, Massachusetts und Virginia. Ende der 1970er Jahre existierten lediglich noch 80 Filialen, die im Besitz der Tombrock Corporation waren. 
Heute besteht von dieser Kette noch ein Restaurant in Toledo (Ohio) in der West Sylvania Avenue 1515.